# Illustrations du Livre de Job

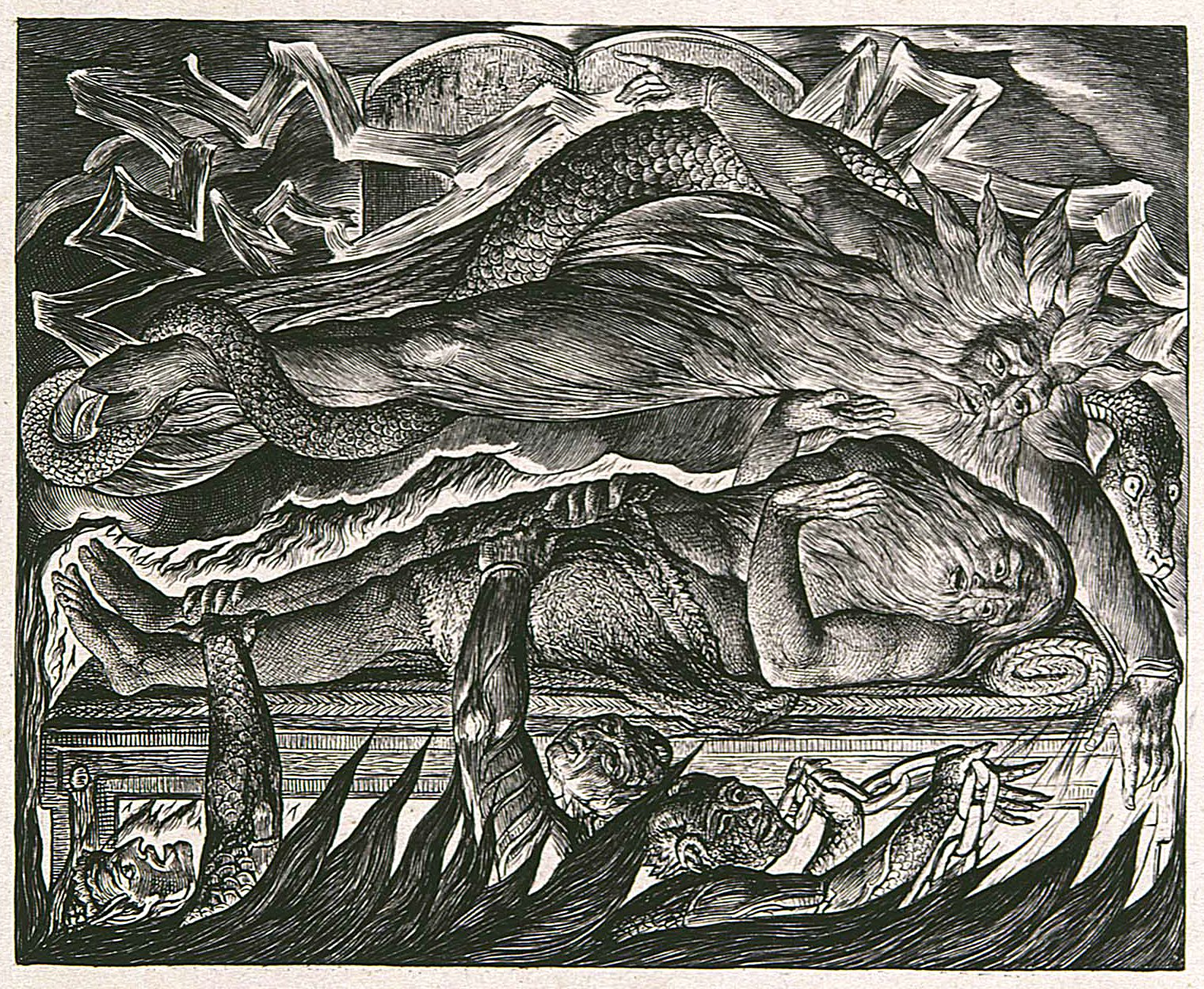
Rêves terrifiants de Job : la gravure proprement dite

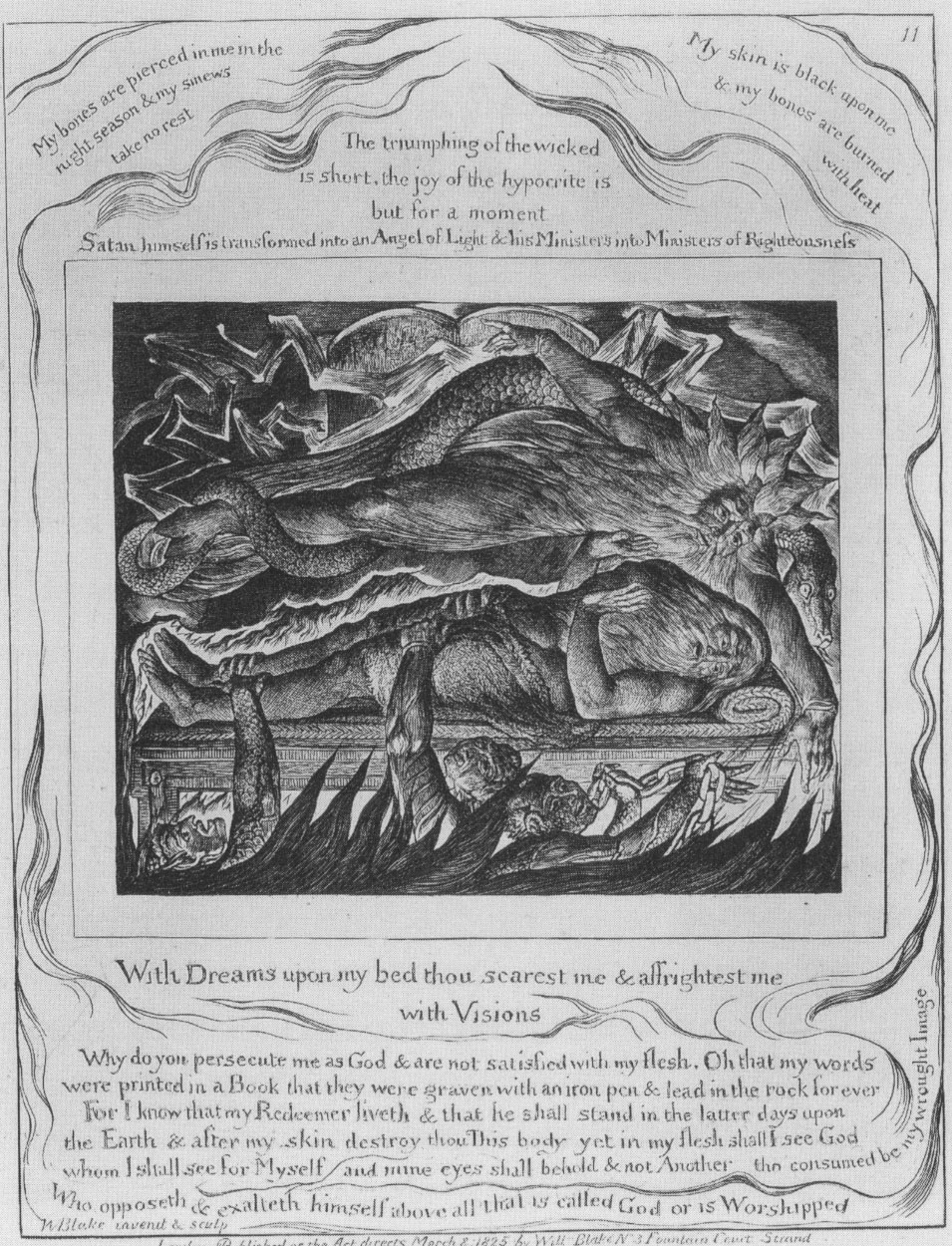
Rêves terrifiants de Job : la page en entier avec les motifs décoratifs et les gloses

Les Illustrations du Livre de Job (en anglais : Illustrations of the Book of Job) est un livre d'artiste de William Blake, publié en 1826, composé d'une série de vingt-deux gravures en taille-douce, qui illustrent le Livre de Job. Cette série, éditée à 315 exemplaires, est complétée par deux séries d'aquarelles préparatoires sur le même sujet (en 1805-1806 et en 1821), et par plusieurs autres œuvres. 
Cette série de gravures, considérée comme une des plus hautes réalisations de Blake dans le domaine du livre d'art et l'un des chefs-d'œuvre de la gravure, a été aussi un des rares succès commercial et critique pour Blake.

## Historique
Dès 1785, Blake esquisse plusieurs études à l'encre pour illustrer le livre de Job ; en 1793, il grave une composition basée sur ces dessins, qu'il propose en vente dans le Prospectus to the public pour douze shillings. Il retravaille la planche en 1804, mais elle ne sera pas incluse dans les Illustrations.
En 1800, Blake peint a tempera un tableau représentant Job et ses filles, commandé par Thomas Butts, qui présente des similitudes avec la future planche 20 des illustrations gravées. 
En revanche, les 19 aquarelles que Blake peint en 1805-1806, toujours pour Butts, sont directement à l'origine des gravures des Illustrations; ces aquarelles, conservées à la Morgan Library and Museum à New York sont désignées sous le nom de Série Butts. À partir des aquarelles de cette série, Blake réalise en 1821 une deuxième série, à la demande du peintre John Linellqui a décalqué les contours des dessins, Blake les mettant en couleurs, dans des tonalités plus sombres et avec une palette plus restreinte que pour les aquarelles de la Série Butts.

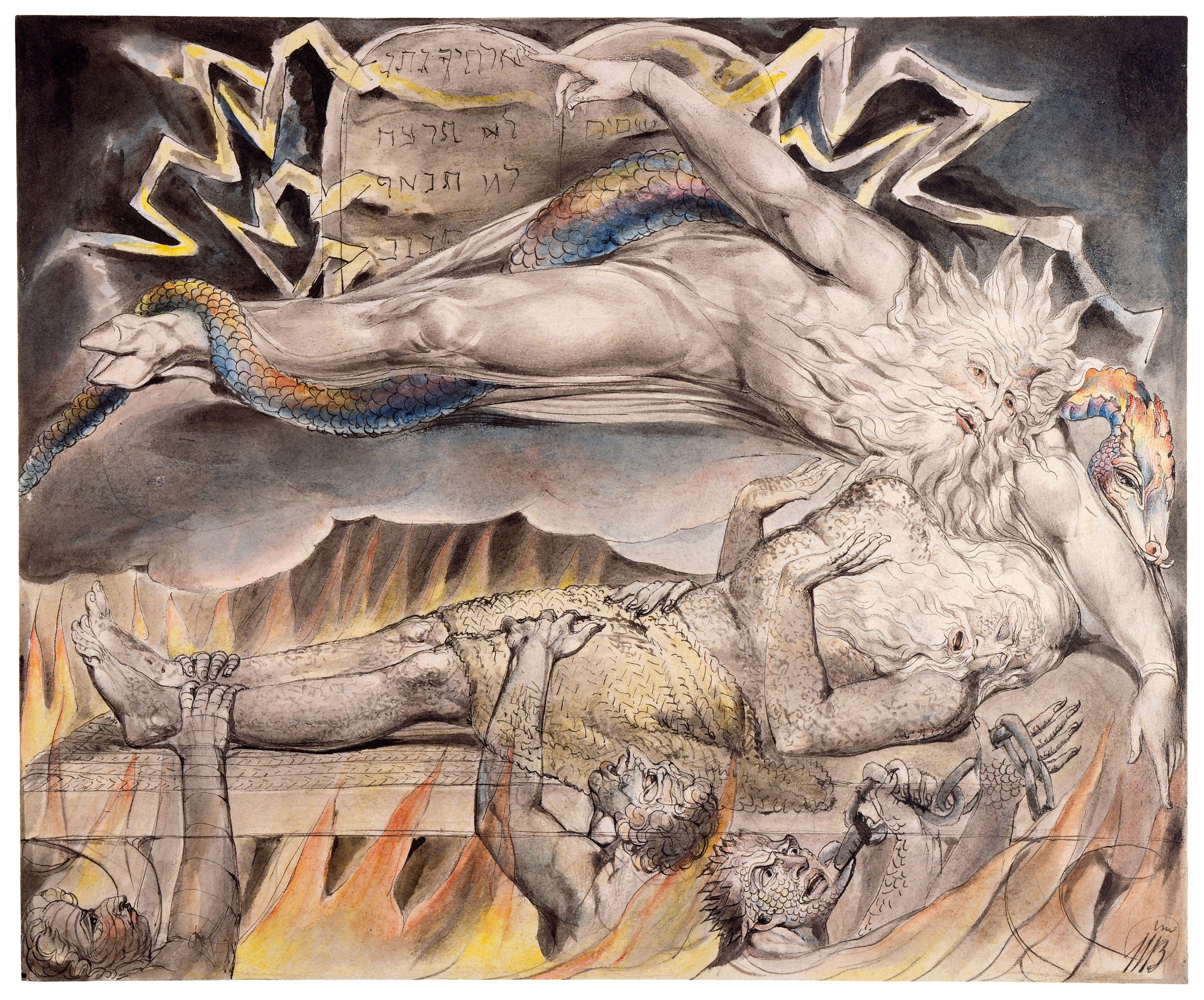
Rêves terrifiants de Job, série Butts, 1805-1806.
Rêves terrifiants de Job, série Linell, 1821.

Blake crée également deux nouvelles aquarelles pour Linell : La vision du Christ et Job et ses filles.
En 1823, Linell charge officiellement William Blake de graver les plaques pour impression, suivant la technique de la taille-douce ; le travail est achevé en 1825 et l'édition est publiée en mars 1826 : vingt-deux gravures (dont la page de titre) ; 315 exemplaires sont imprimés. Les gravures sont entourées de motifs décoratifs complexes, où s'insèrent des citations et des paraphrases bibliques choisies par Blake.

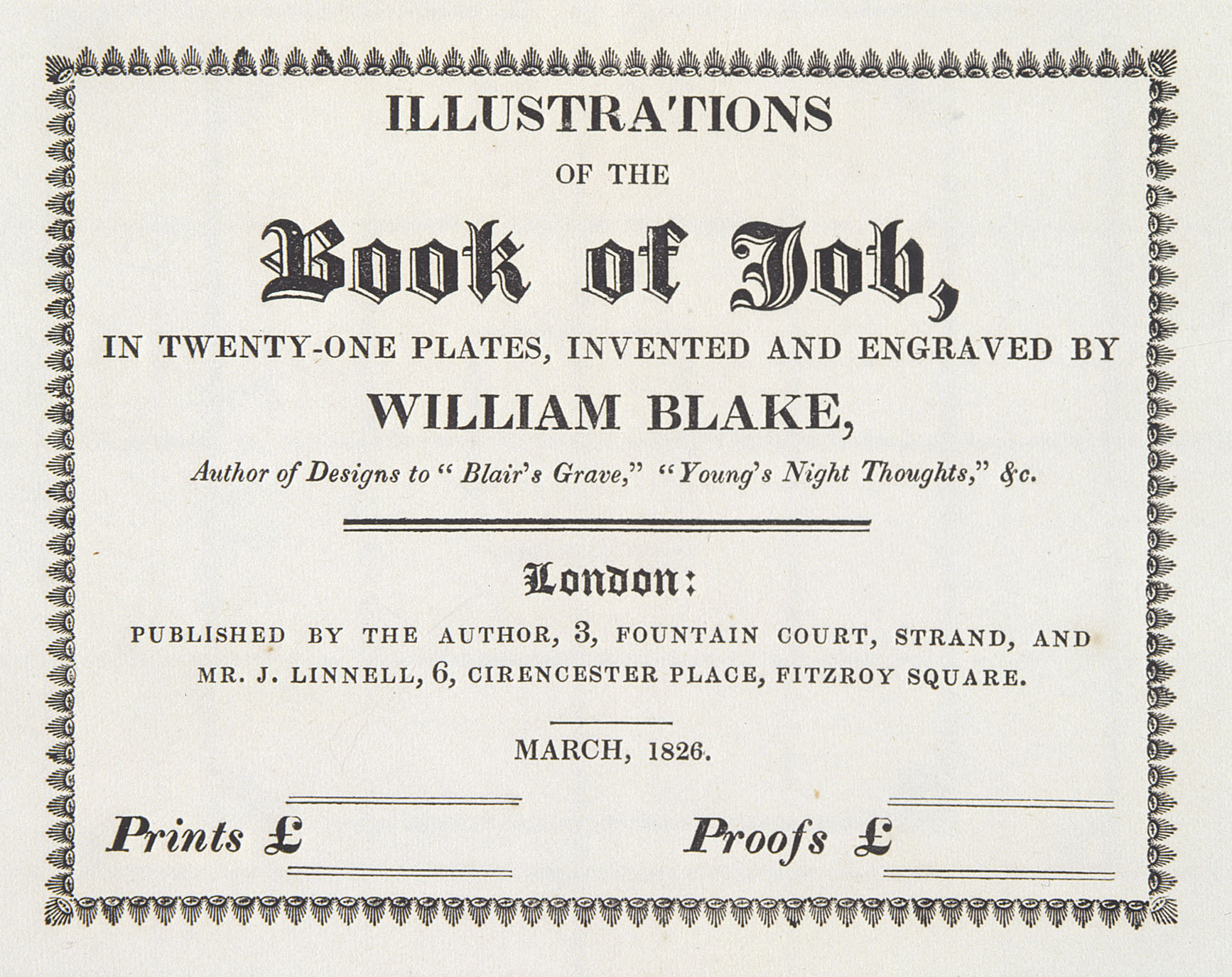
Annonce de la sortie des Illustrations du livre de Job en 1826

C’est la dernière série d’illustrations que William Blake achève : ses illustrations pour la Divine Comédie de Dante sont restées inachevées à sa mort.
En 1826, William Blake peint une dernière œuvre sur le thème de Job, une peinture a tempera représentant Satan frappant Job d'une lèpre maligne.

## Analyse

### Influences artistiques
Dès le début de sa carrière artistique, Blake collectionne les gravures d'Albrecht Dürer. La représentation de Béhémoth sur la planche 15 des gravures aurait été influencée par le rhinocéros de Dürer.

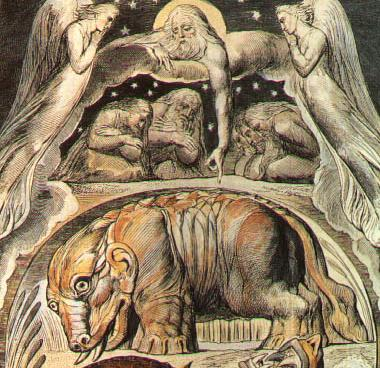
Detail de l'aquarelle illustrant Béhémoth and Léviathan

## Réception critique
Sur les 315 exemplaires de l'édition, 20 exemplaires ont été vendus du vivant de William Blake, qui meurt en août 1827 : principalement à des personnes appartenant à son entourage immédiat (comme Samuel Palmer). Les Illustrations du livre de Job apportent à Blake un degré de reconnaissance sans précédent. La Royal Academy et Kings' Library en ont acheté chacune un exemplaire, la première accordant également à Blake 25 £. Des notabilités artistiques ou mondaines comme John Constable et lady Caroline Lamb l'invitent ; le collectionneur Charles Alders le présente au poète Samuel Taylor Coleridge. 
Après la mort de Blake, les Illustrations ont droit à une reconnaissance critique, plus rapidement que ses autres livres. Dès 1857 John Ruskin écrit : « Le livre de Job , gravé par lui-même, est du plus haut rang dans certains caractères d'imagination et d'expression ; dans le mode d'obtention de certains effets de lumière, cela vous sera également un exemple très utile. En exprimant des conditions de lumière éblouissante et vacillante, Blake est supérieur à Rembrandt. » (The Elements of Drawing).

## LesIllustrations
William Blake n'a pas donné à proprement parler de titre aux gravures des Illustrations du Livre de Job : ses textes marginaux sont des paraphrases de passages bibliques (les titres sont donc ceux donnés usuellement par les critiques d'art).
| Série Butts (aquarelles) | Série Linell (aquarelles) | Illustrations Gravures | N° et titre                                                          | Texte marginal de Blake et verset biblique en rapport | Autres œuvres de Blake |
| ------------------------ | ------------------------- | ---------------------- | -------------------------------------------------------------------- | --- | ---------------------- |
|                          |                           |                        | n° 1 - Page de titre                                                 | |                        |
|                          |                           |                        | n° 2 - Job et sa famille                                             | Thus did Job continually (Job 1,5) |                        |
|                          |                           |                        | n° 3 - Satan devant le trône de Dieu                                 | When the Almighty was yet with me, When my Children were about me (Job 29,5) |                        |
|                          |                           |                        | n° 4 - Les fils et les filles de Job anéantis par Satan              | Thy Sons & thy Daughters were eating & drinking Wine in their eldest Brothers house & behold there came a great wind from the Wilderness & smote upon the four faces of the house & it fell upon the young Men & they are Dead (Job 1,18-19) |                        |
|                          |                           |                        | n° 5 - Les messagers annoncent à Job ses malheurs                    | And I only am escaped alone to tell thee. (Job 1,15) |                        |
|                          |                           |                        | n° 6 - Satan fuit la présence de Dieu ; la charité de Job            | Then went Satan forth from the presence of the Lord (Job 2,7) |                        |
|                          |                           |                        | n° 7 - Satan frappe Job d'une lèpre maligne                          | And smote Job with sore Boils from the sole of his foot to the crown of his head (Job 2,7) |                        |
|                          |                           |                        | n° 8 - Les consolateurs de Job                                       | And when they lifted up their eyes afar off & knew him not they lifted up their voice & wept, and rent every Man his mantle & sprinkled dust upon their heads towards heaven (Job 2,12)                                                      |                        |
|                          |                           |                        | n° 9 - Le désespoir de Job                                           | Let the Day perish wherin I was Born (Job 3,3) |                        |
|                          |                           |                        | n° 10 - La vision d'Eliphaz                                          | Then a Spirit passed before my face the hair of my flesh stood up (Job 4,14) |                        |
|                          |                           |                        | n° 11 - Job raillé par ses amis                                      | The Just Upright Man is laughed to scorn (Job 12,4) |                        |
|                          |                           |                        | n° 12 - Rêves terrifiants de Job                                     | With Dreams upon my bed thou scarest me & affrightest me with Visions (Job 7,14) |                        |
|                          |                           |                        | n° 13 - La colère d'Elihu                                            | I am Young & ye are very Old wherefore I was afraid (Job 32,6) |                        |
|                          |                           |                        | n° 14 - Dieu répond à Job du sein d'un tourbillon                    | Then the Lord answered Job out of the Whirlwind (Job 38,1) |                        |
|                          |                           |                        | n° 15 - Quand les étoiles du matin éclataient en chants d’allégresse | When the morning Stars sang together, & all the Sons of God shouted for joy (Job 38,7) | [ 7 ]                  |
|                          |                           |                        | n° 16 - Behemoth et Leviathan                                        | Behold now Behemoth which I made with thee (Job 40,15) |                        |
|                          |                           |                        | n° 17 - La chute de Satan                                            | Thou hast fulfilled the Judgment of the Wicked (Job 36,17) |                        |
|                          |                           |                        | n° 18 - La vision du Christ                                          | I have heard thee with the hearing of the Ear but now my Eye seeth thee (Job 42,5) |                        |
|                          |                           |                        | n° 19 - Le sacrifice de Job                                          | And my Servant Job shall pray for you (Job 42,8) |                        |
|                          |                           |                        | n° 20 - Chacun lui donne une pièce d'argent                          | Every one also gave him a piece of Money (Job 42,11) |                        |
|                          |                           |                        | n° 21 - Job et ses filles                                            | There were not found Women as fair as the Daughters of Job in all the Land & their Father gave them Inheritance among their Brethren (Job 42,15)                                                                                             |                        |
|                          |                           |                        | n° 22 - Job et sa famille rendus à la prospérité                     | So the Lord blessed the latter end of Job more than the beginning (Job 42,12) |                        |